# 錫達米爾斯鎮區 (明尼蘇達州米克縣)
錫達米爾斯鎮區（英語：Cedar Mills Township）是位於美國明尼蘇達州米克縣的一個行政鎮區。

## 地方資料
錫達米爾斯鎮區的面積為101.30平方千米，當中陸地面積為100.10平方千米，而水域面積為1.20平方千米。根據2020年美國人口普查的數據，當地共有人口420人，而人口密度為每平方千米4.15人。